# Jessy B
Jessica Francia Diatsona Biggerman (prononcé en français : [ʒe.si.ka fʁɑ̃.sja dja.tsɔ.na bi.ɡɛʁ.man]; née le 17 juin 2002), dite Jessy B, est une rappeuse congolaise. Lauréate du Prix Découvertes RFI en 2023, elle est considérée comme une figure de proue du rap féminin au Congo et en Afrique centrale,,.

## Biographie

### Jeunesse et débuts
Jessica Francia Diatsona Biggerman, connue sous son nom de scène Jessy B, est née le 17 juin 2002 à Brazzaville, Congo. Elle a grandi dans une famille passionnée de musique. Son père, DJ King Biggerman, ancien rappeur et DJ, a joué un rôle déterminant dans son éducation musicale. Dès l'âge de 5 ans, elle accompagne son père sur scène, développant très tôt une passion pour le rap.
Elle signe son premier contrat professionnel à l'âge de 17 ans avec le label Color Optic Studios à Brazzaville. En 2019, elle sort son premier single intitulé Joli Bébé, qui lui vaut une reconnaissance immédiate sur la scène musicale congolaise.

### Carrière et engagements
Jessy B est devenue connue pour son style qui mêle Afro-rap et Hip-hop, abordant des thèmes variés tels que l'émancipation des femmes et la jeunesse congolaise. En tant que l'une des rares femmes dans le rap congolais, elle se distingue par sa plume singulière et son flow percutant.
Son engagement pour l'autonomisation des femmes et contre les inégalités est un élément central de son message.
En 2023, elle est couronnée lauréate du Prix Découvertes RFI, un prix prestigieux qui récompense les jeunes talents musicaux d'Afrique. Son style unique et son engagement social lui valent l'admiration de nombreuses personnalités.

### Présence internationale
En 2024, Jessy B élargit son audience au-delà du Congo, notamment en France. En juillet 2024, avant d'entamer une grande tournée africaine, elle se produit à Paris dans le cadre des Jeux olympiques de Paris 2024, lors d'un concert à la Station Afrique sur l'Île-Saint-Denis.
Lors de ce concert, Jessy B a présenté son rap conscient devant un public cosmopolite, réaffirmant ainsi son statut de porte-drapeau de la jeunesse congolaise. Ce concert a marqué la fin d'un séjour d'un mois en France, où elle a participé à plusieurs festivals et concerts, dont un showcase pour la Fête de la Musique.

## Récompenses

### Congo
- 2019 : Prix aux Scènes Tremplin Mboté HipHop[3]
- 2020 : Révélation féminine aux Brazza Best Awards[3]

### International
- 2023 : Lauréate du Prix Découvertes RFI[2]
- 2023 : Meilleure rappeuse d'Afrique centrale après le Festival panafricain de musique[3]

## Voir Aussi